# 朴星宇
朴星宇（韓語：박성우，1971年8月22日—），韓國前男子羽球運動員。
1995年，朴星宇贏得了亞洲羽球錦標賽冠軍。1996年，他在全英羽球錦標賽中獲得第三名。在1996年夏季奧運會上，他排名第五。在1997年的日本羽球公開賽上，他獲得了第二名。
從國際比賽退役後，他開始了在韓國國家羽毛球隊的執教生涯。
他的前妻是手球運動員林五卿。